# Austrolimnophila (Austrolimnophila) xanthoptera xanthoptera
Austrolimnophila (Austrolimnophila) xanthoptera xanthoptera is een ondersoort van de tweevleugelige Austrolimnophila (Austrolimnophila) xanthoptera uit de familie steltmuggen (Limoniidae). De ondersoort komt voor in het Neotropisch gebied.